# Клечанув
Клечанув (пол. Kleczanów) — село в Польщі, у гміні Образув Сандомирського повіту Свентокшиського воєводства.
Населення — 581 особа (2011).
У 1975-1998 роках село належало до Тарнобжезького воєводства.

## Демографія
Демографічна структура на день 31 березня 2011 року:
|          | Загалом | Допрацездатний вік | Працездатний вік | Постпрацездатний вік |
| -------- | ------- | ------------------ | ---------------- | -------------------- |
| Чоловіки | 285     | 62                 | 187              | 36                   |
| Жінки    | 296     | 54                 | 169              | 73                   |
| Разом    | 581     | 116                | 356              | 109                  |